# 伊恩·弗格森
伊恩·弗格森（英語：Ian Ferguson，1952年7月20日—），新西兰男子皮划艇运动员。他曾代表新西兰参加1976年、1980年、1984年、1988年和1992年夏季奥林匹克运动会皮划艇比赛，获得四枚金牌和一枚银牌。